# Doença da vesícula biliar
As doenças da vesícula biliar são doenças envolvendo a vesícula biliar.
Os cálculos biliares podem se desenvolver na vesícula biliar tão bem quanto em outro lugar no trato biliar. Se os cálculos biliares na vesícula biliar são sintomáticos e não podem ser dissolvidos por medicação ou quebrados em pequenos pedaços por ondas ultrassônicas, a remoção cirúrgica da vesícula biliar, conhecida como colecistectomia, pode ser indicada.
Outras indicações para este procedimento incluem a vesícula biliar de porcelana e o câncer de vesícula biliar.